# Nicolaus Lamparter
Nicolaus Lamparter (auch Nicolaus Lamperter; † 1529 ?) war ein deutscher Buchdrucker in Basel.

## Leben und Wirken
Nicolaus Lamparter stammte aus Straßburg im Elsass. Von 1497 ist die älteste Erwähnung in Basel bekannt, 1500 erhielt er dort das Bürgerrecht und wurde Mitglied der Gärtnerzunft. Von 1505 ist der älteste datierte Druck von ihm erhalten, in diesem Jahr wurde er auch Mitglied der Safranzunft (= Sammelzunft verschiedener Berufsgruppen).
1507 studierte Lamparter an der neu eröffneten Universität in Frankfurt (Oder) und druckte in diesem und dem folgenden Jahr einige Bücher zusammen mit Balthasar Murrer. 1509 hatte er die Stadt offenbar wieder verlassen und kehrte nach Basel zurück.
1513 nahm Lamparter am eidgenössischen Kriegszug gegen Dijon teil und bewarb sich 1515 um das Amt des Zinsmeisters der Stadt Basel (dieser war verantwortlich für das Eintreiben der Zinsen). 1522 gab er das Bürgerrecht der Stadt zurück und verließ diese wegen Schulden. Er ging nach Konstanz und pachtete dort mit Dorothea Pfirter das Frauenhaus im Süßen Winkel.
1526 kehrte Nicolaus Lamparter nach Basel zurück und wurde Sigrist (Küster) an der Kirche St. Martin. Er starb wahrscheinlich 1529.
Von Nicolaus Lamparter sind in Basel 29 sichere und vermutete Drucke zwischen 1503/05 und 1521 erhalten, in Frankfurt (Oder) mit Balthasar Murrer von 1507 bis 1508 etwa acht.